# Napeanthus subacaulis
Napeanthus subacaulis är en tvåhjärtbladig växtart som först beskrevs av August Heinrich Rudolf Grisebach, och fick sitt nu gällande namn av George Bentham, Joseph Dalton Hooker och Carl Ernst Otto Kuntze. Napeanthus subacaulis ingår i släktet Napeanthus och familjen Gesneriaceae.

## Underarter
Arten delas in i följande underarter:
- N. s. integer
- N. s. subacaulis